# Erionota
Erionota is een geslacht van vlinders uit de familie van de dikkopjes (Hesperiidae) en de onderfamilie Hesperiinae.

## Soorten
- E. acroleucus (Wood-Mason & de Nicéville, 1881)
- E. grandis (Leech, 1890)
- E. hislopi Evans, 1957
- E. sybirita (Hewitson, 1876)
- E. thrax (Linnaeus, 1767)
- E. torus Evans, 1941
- E. tribus Evans, 1941